# Miąsowa
Miąsowa dawniej Miassowa – wieś w Polsce położona w województwie świętokrzyskim, w powiecie jędrzejowskim, w gminie Sobków. Ma status sołectwa. Została założona w XIV wieku .
W latach 1975–1998 miejscowość administracyjnie należała do województwa kieleckiego.
W miejscowości znajduje się stacja kolejowa na linii kolejowej nr 8 Kraków–Kielce, szkoła, apteka, świetlica, biblioteka, ośrodek zdrowia oraz trzy sklepy spożywcze. Wieś przecina droga krajowa nr 7.

## Nazwa
Nazwa wsi zaczęła pojawiać się w źródłach jako Myasshowa (1540 r.), a później też jako Miassowa (1573 r.). Istnieją dwie teorie pochodzenia nazwy miejscowości. Według pierwszej z nich nazwa jest rodzaju dzierżawczego z przyrostkiem „-owa” i może pochodzić od nazwy osobowej właściciela lub właściciela. Według drugiej teorii nazwa może pochodzić od wyrazu „mięso” .

## Położenie
Miejscowość położona jest w południowo-zachodniej części województwa, w północnej części Płaskowyżu Jędrzejowskiego. Oddalona jest 12 km od Jędrzejowa, 28 km od Kielc, 91 km od Krakowa i 207 km od Warszawy. Od południa graniczy z Mnichowem, od zachodu z Mzurową, od północnego zachodu ze Szczepanowem, od północy z Brzegami i od wschodu z Osową oraz Brzeźnem. Większość zabudowań znajduje się w małej kotlinie pomiędzy dwoma wzniesieniami.

## Części wsi
| SIMC    | Nazwa    | Rodzaj     |
| ------- | -------- | ---------- |
| 0270403 | Chabasów | część wsi  |
| 0270410 | Kajtanów | część wsi  |
| 0270426 | Lipówka  | część wsi  |
| 0270432 | Pećkelów | przysiółek |

## Środowisko naturalne

### Lasy i ochrona przyrody
W Miąsowej jest około 45 hektarów terenów leśnych, w tym większość lasów iglastych. Największym kompleksem roślinności jest las Kosmolec, znajdujący się w północno-zachodniej części miejscowości. Oprócz tego dość rozlegle formacje występują w przysiółku Pećkelów oraz przy północnej granicy. Cała wieś zlokalizowana jest w granicach Włoszczowsko – Jędrzejowskiego Obszaru Chronionego Krajobrazu. Las Kosmolec jest chroniony w ramach otuliny Chęcińsko-Kielecki Parku Krajobrazowego jako Chęcińsko-Kielecki Obszar Chronionego Krajobrazu. 

### Łąki i pola uprawne
Łąki i pastwiska zajmują 2,55 hektara powierzchni administracyjnej miejscowości, a pola uprawne oraz drogi do nich prowadzące – 251 hektarów.

## Podział administracyjny
Miąsowa składa się z kilku jednostek osadniczych. Są to:
- Chabasów (lub też ,,Chabaców”)
- Lipówka
- Kajtanów
- Pećkelów
- Wymysłów

## Historia

### Średniowiecze i czasy nowożytne
Wieś została założona przez Jaksę Gryfitę, właściciela sąsiedniego Mnichowa, w XIV w. na prawie niemieckim, jako ulicówka. Według regestru poborowego z 1540 roku wieś, nazwana jako Miąszowa, oraz miejscowości Mzurowa, Mnichów i Ossowa były własnością Jana Michowskiego. Wartość czterech wiosek razem wynosiła 1000 grzywien(czyli około 20000 groszy). W latach 1662–1676 właścicielem został Zygmunt Łubieński herbu Pomian. Około 1770 r. z małżeństwa Rocha Kossowskiego oraz Konstancji Łubieńskiej nie pozostały żadne dzieci, dlatego dziedziczka postanowiła sprzedać swój majątek Józefowi Kalasantemu Dunin Wąsowiczowi herbu Łabędź. Dalej włości w 1839 r. nabył Karol baron Larisch herbu Larysza. Po śmierci Karola, od jego spadkobiercy Edmunda barona Larisch, w 1869 r. dobra Mnichów zakupił Karol Zabłocki herbu Łada. Od 1886 r. właścicielem został Wacław Józef Jaskłowski herbu Radwan, prawnik, historyk oraz pisarz regionalny.
Aż do 1836 roku Miąsowa należała do parafii w Mokrsku Dolnym, dopiero w danym roku miejscowość została przydzielona do nowo utworzonej jednostki w Mnichowie. Miąsowa 1827 wieku należała do pow. jędrzejowskiego, gminy Brzegi, parafii Mnichów. We wsi było wtedy 13 domów oraz 77 mieszkańców . 

### Czasy współczesne

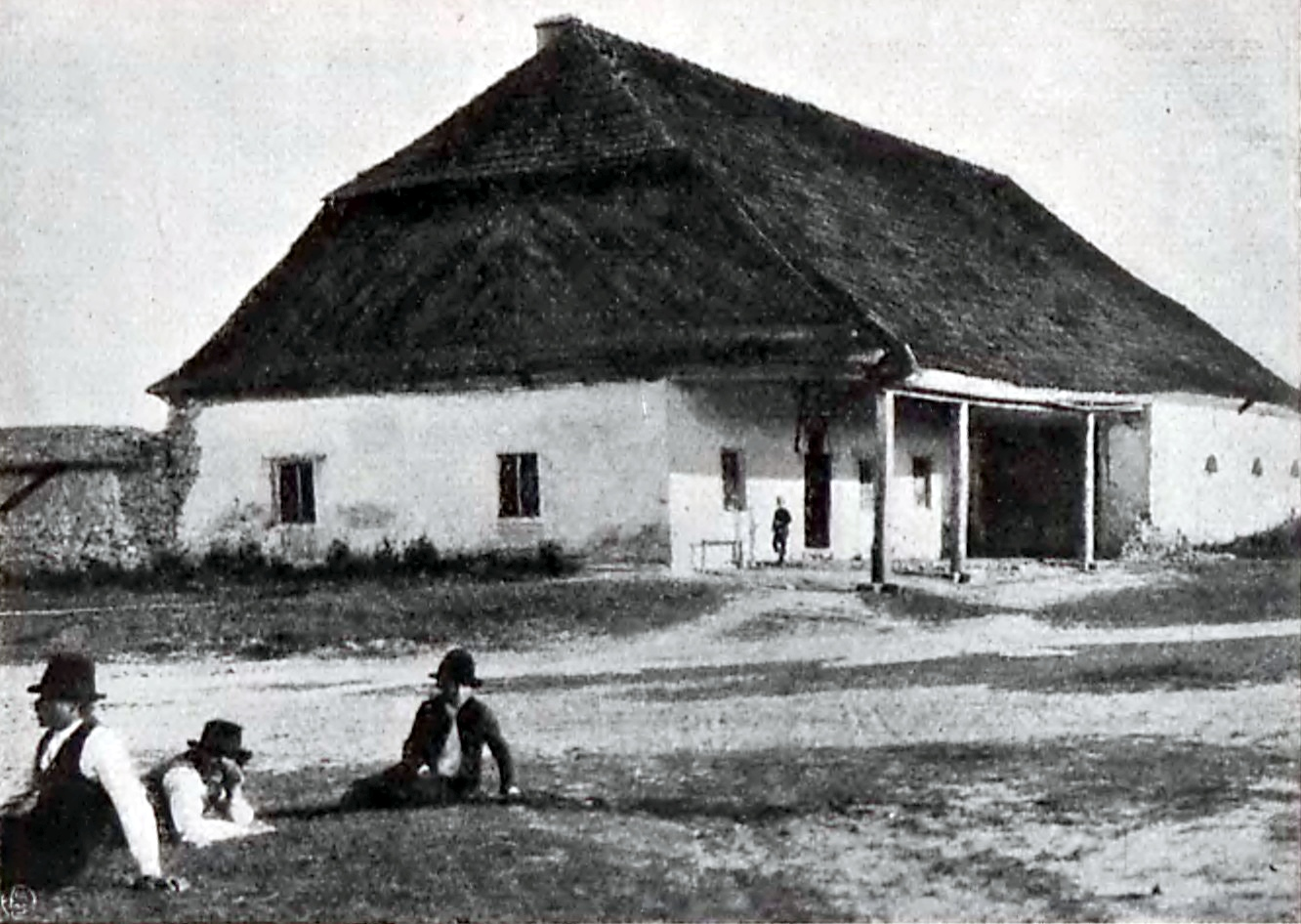
XIX wieczna karczma w Miąsowej. Zniszczona podczas I wojny światowej.

W 1915 roku sprowadzono do Miąsowej moździerz oblężniczy zwany „Chudą Emmą”, który zamontowany został za XIX wieczną karczmą. Dla bezpieczeństwa nakazano mieszkańcom opuścić miejscowość. Z działa o zasięgu około 10 kilometrów ostrzeliwano rosyjskie stanowiska artyleryjskie m.in. we wsiach Mosty, Korzecko i Tokarnia. Austriacki ostrzał tak potężnymi działami spowodował kontratak i Rosjanie kompletnie zniszczyli Miąsową. Ci, którzy nie mieli się gdzie podziać wracali do ruin swoich domów. We wsi nastała nędza. Po wojnie nastąpił powolny czas odbudowy wioski z pomocą gminy Brzegi. Dnia 28 lutego 1919 r. Sejm uchwalił ustawę o zaopatrzeniu ludności w drzewo z lasów państwowych.

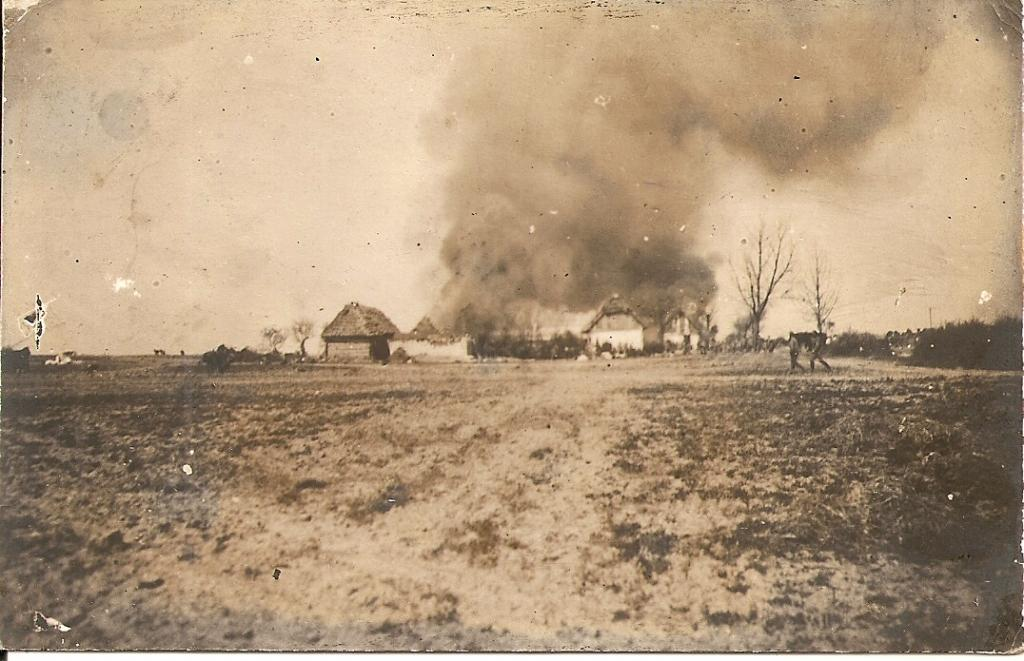
Zabudowania Miąsowej w 1918 roku, w tle widoczny dym powstały w wyniku pożaru

13 czerwca 1943 roku 7-osobowy patrol żołnierzy AK udał się z Jędrzejowa do miejscowości Brzegi, aby w tamtejszym urzędzie gminy zniszczyć dokumenty dotyczące obowiązkowych kontyngentów. Po drodze patrol został zaskoczony przez żandarmerię niemiecką. Zdzisław Kajderowicz pseudonim „Ryszard” i Zdzisław Ginter pseudonim „Grom” zginęli w walce. Na pamiątkę tego wydarzenia odsłoniono pomnik w 2020 r.
30 stycznia 1944 r. oddział partyzancki „Barabasz” dokonał akcji wysadzenia torów na odcinku Miąsowa-Sobków. Jędrzejowskie gestapo przeprowadziło akcję odwetową aresztując wielu mieszkańców Jędrzejowa, kilkunastu pojmanych należało do AK. Zatrzymanych zawieziono do Kielc, skąd 31 stycznia przewieziono ich w miejsce akcji pod Miąsową. Kolejno rozstrzeliwano skutych ze sobą 24 więźniów. W 1965 roku władze PRL-u postawiły w tym miejscu pomnik ku pamięci pomordowanym.

### Sąd Pokoju w Miąsowej
W latach 1916–1922 w Miąsowej działał sąd pokoju, który obejmował tereny gmin Brzegi, Mierzwin, Sobków i Złotniki. Na mocy rozporządzenia Ministra Sprawiedliwości z dnia 24.10.1921 r. większość sądów pokoju w powiecie jędrzejowskim została zniesiona, a ich obowiązki przejęły okręgowe sądy pokoju z siedzibą w Jędrzejowie. Przez cały okres swojej działalności miąsowski sąd pokoju rozpatrzył około 200 spraw cywilnych.

## Edukacja
Od 25 października 1997 funkcjonuje tu Zespół Placówek Oświatowych (szkoła podstawowa i gimnazjum; w skrócie ZPO Miąsowa). Od 2 stycznia 2000 w szkole znajduje się sala gimnastyczna. Do ZPO Miąsowa w roku szkolnym 2008/09 uczęszczało 335 uczniów; 154 do szkoły podstawowej, 181 do gimnazjum. Budynek ten jest jednopiętrowy i zajmuje powierzchnię 2650 m². Wcześniej dzieci uczyły się w starej szkole, która obecnie nie istnieje. Miąsowa prawdopodobnie otrzymała ją w darze od żony dziedzica Jaskółowskiego.
We wsi działa także Przedszkole Samorządowe, niezależne od ZPO.

## Turystyka i rekreacja
- Restauracja całodobowa obok pobliskiej stacji paliw
- Trzy boiska piłkarskie trawiaste oraz jedno betonowe, przystosowane także do gry w koszykówkę
- Świetlica i biblioteka niedaleko Zespołu Placówek Oświatowych
- Na obszarze wsi można znaleźć liczne krzyże przydrożne np. przy zjeździe z drogi krajowej do miejscowości znajduje się odrestaurowany, stalowy krzyż ufundowany przez Marcina i Zofię Grabalskich w 1915[18]

## Demografia
Miąsowa zajmuje powierzchnię 443,62 hektarów. Dane dot. ludności z 31 grudnia 2022 r.:
| Opis      | Ogółem | Ogółem | Kobiety | Kobiety | Mężczyźni | Mężczyźni |
| --------- | ------ | ------ | ------- | ------- | --------- | --------- |
| jednostka | osób   | %      | osób    | %       | osób      | %         |
| populacja | 647    | 100    | 326     | 50      | 321       | 50        |

Gęstość zaludnienia w 2022 roku wynosiła 145 os./km².
- Wykaz liczby ludności na przełomie ponad dwóch stuleci:

Najwyższą ludność Miąsowa miała w 2013 roku - według spisu ludności sołectw gminy Sobków, wieś miała 675 stale zameldowanych mieszkańców. Gęstość zaludnienia tym czasie wynosiła 152 os./km².